# Friedrich Gustav Grauer
Friedrich Grauer (Fritz genaamd) (Bruchsal, 17 september 1904 - Chotkowo, 11 augustus 1942) was een Duitse beambte en Landrat. Hij was ook SS-Hauptsturmführer (kapitein) in de Schutzstaffel.

## Leven
Grauer was de zoon van een koopman, Gustav Grauer en zijn vrouw Berta, geboren Seibold. Op 18 maart 1839 trouwde hij de docente van huishoudkunde en nationale economie in Schneidemühl Käthe, geboortenaam Scheffer. De ouders van de bruid was de schrijver Theodor Scheffer en zijn vrouw Dora, geboortenaam Schramm.
Grauer zat op de Volks- en de Oberrealschule in Bruchsal, en haalde zijn eindexamen op Pasen 1924. Daarna studeerde aan de universiteit van Heidelberg, Freiburg, Kiel, München en Berlijn, en sloot de studie met een diploma economie af. Op 2 december 1930 promoveerde hij tot doctor in de rechten in Heidelberg. Van 1929 tot 1932 was hij referendaris in Sigmaringen en Frankfurt am Main. In juni 1933 nam hij zijn assessor-examen en was daarna bij het Openbaar Ministerie in Berlijn en het Pruisische Ministerie van Economische Zaken werkzaam. Daarna was hij Regierungsrat in het Landratsamt (districtskantoor), en politiecommissariaten in Tilsit en vervolgens bij de Staatspolizei van Tilsit. Sinds september 1937 werkte hij bij de bestuur van Lüneburg. Op 12 juli 1939 nam hij plaatsvervangende positie van een Landrat in Oberlahnkreis, en werd op 21 juni 1940 permanent aangesteld als Landrat.
Sinds 1922 was hij lid van de volksjeugdbond „Adler und Falken“. In april 1930 werd hij lid van de SA, aansluitend volgde zijn lidmaatschap op 1 augustus 1930 van de NSDAP. Op 15 februari 1932 werd hij ook lid van de SS, meteen daarop werd hij op 13 augustus 1934 tot SS-Untersturmführer, en even werd later hij op 20 april 1937 tot SS-Hauptsturmführer bevorderd. Tijdens gevechtsacties aan het oostfront op 11 augustus 1942 sneuvelde Grauer.

## Militaire carrière
- SS-Untersturmführer: 13 augustus 1934[2]
- SS-Obersturmführer: 30 januari 1936[3]
- SS-Hauptsturmführer: 20 april 1937[3]

## Lidmaatschapsnummers
- NSDAP-nr.: 271 624[2] (lid geworden 1 augustus 1930)
- SS-nr.: 28 053[2] (lid geworden 15 februarI 1932)

## Onderscheidingen
- IJzeren Kruis 1939, 1e Klasse en 2e Klasse
- Gewondeninsigne 1939 in zwart
- SS-Ehrenring[3]
- Sportinsigne van de SA[3]
- Rijksinsigne voor Sport in brons[3]